# Mülheim Shamrocks
Die Mülheim Shamrocks (englisch für Kleeblätter) sind ein deutscher Sportverein für American-Football, Flag-Football und Cheerleading in der nordrhein-westfälischen Stadt Mülheim an der Ruhr, der am 7. Februar 1992 als 1. AFC Mülheim Shamrocks e. V. gegründet wurde. Zuvor existierte die Damenabteilung bereits von 1988 bis 1991 unter dem Dachverein der Duisburg Dockers.
Aktuell spielt die Damenmannschaft in der 2. Damenbundesliga, der zweithöchsten Spielklasse für Frauenfootball in Deutschland. Die Herrenmannschaft ist momentan Teil der Verbandsliga NRW, der fünfthöchsten Spielklasse.

## Geschichte (Damen)
Die Shamrocks gründeten sich 1988 zunächst als Damenteam unter dem Dachverein der Duisburg Dockers, für die im Schwelgernstadion am 30. September 1989 das erste offizielle Footballspiel gegen die Hannover Ambassadors ausgetragen wurde. Die Kleeblätter meldeten sich dann im Folgejahr aus Duisburg zur ersten bundesweiten Damenliga und belegten 1990 und 1991 den dritten Platz.
Ende 1991 trennte man sich von den Duisburg Dockers, woraufhin am 7. Februar 1992 die offizielle Vereinsgründung als 1. AFC Mülheim Shamrocks e. V. erfolgte. Die erste eigenständige Saison 1992 verlief sofort sehr erfolgreich und wurde mit der ersten Teilnahme am Endspiel um die Deutsche Meisterschaft, dem Ladiesbowl I, gegen die Bamberg Lady Bears als deutscher Vizemeister abgeschlossen.
Es folgten einige Jahre, in denen man aufgrund von personellen Engpässen auf Spielgemeinschaften mit anderen Vereinen angewiesen war, dabei aber die eigenen Vereinsstrukturen im Jugendbereich (Flag- und Tackle-Football) massiv erweitern konnte.
Mit der Saison 2006 folgte dann die erfolgreichste Zeit des Damenteams. 2006 erreichte man nach einer verlustpunktfreien Spielzeit und dem Meistertitel der Bundesliga Nordgruppe das Halbfinale um den Ladiesbowl, wobei letzteres ebenso in den Folgejahren 2007 und 2008 gelang.
2014 feierten die Shamrocks dann mit einem 52:22-Sieg im Ladiesbowl XXIII gegen die Berlin Kobra Ladies ihren bislang größten Erfolg und wurden Deutscher Meister. Als besondere Anerkennung war das Team deshalb 2014 auch zur Mülheimer Mannschaft des Jahres nominiert. 2015 erreichte man als Meister der Bundesliga Südgruppe erneut den Ladiesbowl, musste sich hier jedoch, ebenfalls gegen Berlin, geschlagen und mit der zweiten deutschen Vizemeisterschaft zufriedengeben.
Nach einer, weiteren Abgängen und Karriereenden geschuldeten, Konsolidierungssaison in der zweiten Bundesliga stand 2016 nach dem gewonnenen Finale gegen die Cologne Falconets (40:0) auch der Gesamtmeistertitel in der zweigeteilten Liga zu Buche.
Doch auch in diesen erfolgreichen Jahren beendeten nach und nach immer mehr Spielerinnen der „alten Garde“ ihre Karriere und hinterließen Löcher, die so schnell nicht zu füllen waren. Nach realistischem Abwägen aller Argumente wurden deshalb ab 2017 erneut Spielgemeinschaften etabliert, zunächst mit den Wuppertal Greyhounds und dann mit den Duisburg Thunderbirds (seit 2019 Duisburg Vikings). Als „T-Rocks“ konnte man so ohne Verlust der Vereinsidentität bis zur Zäsur der Coronazwangspause einen erfolgreichen Spielbetrieb garantieren. Aufgrund der gesetzlichen Bestimmungen und Infektionszahlen wurde die Saison 2020 nach fünf Spielen abgebrochen. Auch wenn die darauffolgende Spielzeit wieder durchgeführt wurde, wurden weder Play-offs noch ein Finale ausgespielt. Für die Shamrocks endete die Saison bereits nach nur drei Spielen aufgrund steigender Infektionszahlen.
Seit 2021 spielen die Shamrocks wieder komplett eigenständig in der zweiten Damenbundesliga.

## Saisonbilanzen
| Jahr | Liga  | Platz | Punkte | Anmerkungen                                      |
| ---- | ----- | ----- | ------ | ------------------------------------------------ |
| 1990 | DBL   | 3.    |        |                                                  |
| 1991 | DBL   | 3.    |        |                                                  |
| 1992 | DBL   | 2.    |        | Vizemeisterschaft                                |
| 1993 | DBL   |       |        |                                                  |
| 1994 | DBL   | 8.    |        | nicht zu Ende gespielt                           |
| 1995 | DBL2  | 2.    |        | Spielgemeinschaft (SG) mit Neuss Frogs Ladies    |
| 1996 | DBL   |       |        | SG mit Paderborn Lady Dolphins                   |
| 1997 | DBL   |       |        | SG mit Frankfurt Gamblers                        |
| 1998 | DBL   |       |        |                                                  |
| 1999 | ‒     |       |        |                                                  |
| 2000 | DBL   |       |        |                                                  |
| 2001 | DBL   | 10.   | 00:16  |                                                  |
| 2002 | DBL   | 7.    | 03:13  | SG mit Bochum Miners                             |
| 2003 | DBL   | 6.    | 02:60  | SG mit Bochum Miners                             |
| 2004 | DBL   | 5.    | 04:80  | SG mit Bochum Miners                             |
| 2005 | DBL   | 5.    | 04:60  |                                                  |
| 2006 | DBL   | 3.    | 16:00  | Halbfinale                                       |
| 2007 | DBL   | 4.    | 16:40  | Halbfinale                                       |
| 2008 | DBL   | 4.    | 08:40  | Halbfinale                                       |
| 2009 | DBL   | 6.    | 03:90  |                                                  |
| 2010 | DBL   | 5.    | 05:70  |                                                  |
| 2011 | DBL   | 7.    | 00:12  |                                                  |
| 2012 | DBL   | 6.    | 06:10  |                                                  |
| 2013 | DBL   | 7.    | 02:10  |                                                  |
| 2014 | DBL   | 1.    | 06:20  | Ladiesbowl XXIII 52:22 gegen Berlin Kobra Ladies |
| 2015 | DBL   | 2.    | 10:20  | Ladiesbowl XXIV 12:48 gegen Berlin Kobra Ladies  |
| 2016 | DBL2  | 1.    | 16:00  | DBL2-Meister, 40:0 gegen Cologne Falconets       |
| 2017 | ‒     |       |        |                                                  |
| 2018 | ‒     |       |        |                                                  |
| 2019 | DBL2  | 13.   | 02:10  | SG mit Duisburg Vikings Ladies                   |
| 2020 | DBL2  | ‒     | ‒      | Saisonabbruch wegen Covid-19-Pandemie            |
| 2021 | DBL2  | 7.    | 2:4    | eingeschränkter Ligabetrieb                      |
| 2022 | DBL2  | 15.   | 07:13  |                                                  |
| 2023 | DBL2  | 8.    | 10:60  |                                                  |
| 2024 | DBL2  | 7.    | 10:60  | Viertelfinale                                    |
| 2025 | GFLW2 | 5     | 04:12  |                                                  |

| Jahr | Liga             | Platz | Punkte | Anmerkungen                             |
| ---- | ---------------- | ----- | ------ | --------------------------------------- |
| 2012 | Landesliga NRW   | 6.    | 02:18  |                                         |
| 2013 | Landesliga NRW   | 2.    | 14:60  |                                         |
| 2014 | Landesliga NRW   | 2.    | 14:20  |                                         |
| 2015 | Landesliga NRW   | 2.    | 16:40  | Aufstieg in Verbandsliga                |
| 2016 | Verbandsliga NRW | 3.    | 10:80  |                                         |
| 2017 | Verbandsliga NRW | 3.    | 8:8    |                                         |
| 2018 | Verbandsliga NRW | 2.    | 12:80  |                                         |
| 2019 | Verbandsliga NRW | 3.    | 12:80  |                                         |
| 2020 | Verbandsliga NRW | ‒     | ‒      | Saisonabsage aufgrund Covid-19-Pandemie |
| 2021 | Verbandsliga NRW | 3.    | 4:8    |                                         |
| 2022 | Verbandsliga NRW | 6.    | 02:18  |                                         |
| 2023 | Verbandsliga NRW | 2.    | 16:40  |                                         |
| 2024 | Verbandsliga NRW | 4.    | 08:12  |                                         |

## Teams
- Damen-Tackle
- Herren-Tackle
- Mixed-Flag-Football 1. Mannschaft DFFL 1
- Mixed-Flag-Football 2. Mannschaft SFL NRW
- A-Jugend (U19)
- B-Jugend (U16)
- C-Jugend (U13)
- D-Jugend (U10)
- Evergreen Extreme Cheerleader (Senior Cheerleading)
- Shadows Cheerleader (Junior Cheerleading)